# Ubuntu for Android
Ubuntu for Android — свободный вариант Ubuntu, предназначенный для работы на телефонах Android. Ожидалось, что она будет поставляться в предварительно установленном виде на нескольких моделях телефонов. Ubuntu for Android была показана на выставке Mobile World Congress 2012. Позже в 2014 году было объявлено о прекращении разработки проекта.

## Особенности
При подключении к телевизору или HDMI-монитору становится полноценной рабочей станцией.

## Системные требования
По информации Canonical устройство должно иметь как минимум следующие параметры для запуска Ubuntu for Android:
- Андроид 2.3 или новее
- 2-ядерный процессор с частотой 1 ГГц
  - Для ARM: поддержка ARMv7
- Ускорение видео: драйвер ядра и X-сервера с поддержкой OpenGL, ES/EGL
- Постоянная память: 2 ГБ для дискового образа
- Интерфейс HDMI с отдельным фреймбуфером
- USB-host
- от 512 МБ ОЗУ